# Meurtrières (film)
Pour plus de détails, voir Fiche technique et Distribution.
Meurtrières est un film français réalisé par Patrick Grandperret, sorti en 2006, d'après un scénario jamais tourné par Maurice Pialat, qui obtint le Prix du président du jury Un certain regard au festival de Cannes en 2006.

## Synopsis
Sorties d'un asile psychiatrique, Nina et Lizzy sont affamées et fauchées, elles sont prêtes à tout pour un repas et un bain. Elles vont faire de drôles de rencontres et s'attirer une foule de problèmes.

## Fiche technique
- Titre français : Meurtrières
- Réalisation : Patrick Grandperret
- Scénario : Patrick Grandperret, Frédérique Moreau, Céline Sallette et Hande Kodja d'après une idée de Maurice Pialat
- Photographie : Pascal Caubère et Patrick Grandperret
- Montage : Dominique Galliéni
- Pays d'origine :  France
- Date de sortie : 28 juin 2006

## Distribution
- Hande Kodja : Nina
- Céline Sallette : Lizzy
- Gianni Giardinelli : Yann Jobert
- Anaïs de Courson : Hélène Jobert
- Isabelle Caubère : Madame Jobert
- Shafik Ahmad : Malik
- Karine Pinoteau : Joanna
- Marc Rioufol : Le père de Nina
- Eugene Durif : Le psychiatre
- Thomas Bloch : Musicien à l'hôpital
- François Castiello : Accordéon tzigane
- Pierre Renverseau : Homme au pick-up
- Martial Courcier : Chauffeur de taxi